# Вортингтон (Индијана)
Вортингтон (енгл. Worthington) град је у америчкој савезној држави Индијана.

## Демографија
По попису из 2010. године број становника је 1.463, што је 18 (-1,2%) становника мање него 2000. године.
| Група             | 2000.         | 2010.         |
| Белци             | 1.454 (98,2%) | 1.428 (97,6%) |
| Афроамериканци    | 1 (0,1%)      | 1 (0,1%)      |
| Азијати           | 1 (0,1%)      | 1 (0,1%)      |
| Хиспаноамериканци | 6 (0,4%)      | 21 (1,4%)     |
| Укупно            | 1.481         | 1.463         |